# Корев, Юрий Семёнович
Юрий Семёнович Корев (9 августа 1928, Москва — 3 января 2024, Москва) — музыковед и музыкальный критик, заслуженный деятель искусств РСФСР. Главный редактор журнала «Советская музыка» — «Музыкальная академия» (1970—2012).

## Биография
Родился в Москве, сын известного музыковеда Семёна Исааковича Корева (1900—1953). Учился игре на фортепиано в музыкальной школе им. Гнесиных, а во время Великой Отечественной войны в эвакуации — в Томском музыкальном училище. После окончания войны вернулся в Москву и поступил в 9-й класс Центральной музыкальной школы. Здесь впервые начал изучать композицию у В. Я. Шебалина. После года в ЦМШ был зачислен на 3-й курс училища при Московской консерватории. В консерватории изучал композицию в классе А. Н. Александрова, но в 1947 году бросил занятие композицией.
Окончил теоретико-композиторский факультет Московской консерватории в 1950 году с дипломной работой, посвященной ораториям и кантатам советских композиторов Кабалевского, Мясковского, Шапорина и Штогаренко времен Великой Отечественной войны. Преподавал в музыкальной школе имени Стасова и музыкальном училище имени Ипполитова-Иванова в Москве. С мая 1951 года три с половиной года служил по призыву в Советской Армии — в ансамбле песни и пляски группы войск в Германии. В 1955 −1958 годах работал в оргтворческой комиссии музыки народов СССР Союза композиторов СССР.
В 1958 года начал работать в редакции журнала «Советская музыка» в должности заведующего отделом, прошел школу Ю. Келдыша, И. Нестьева, Е. Грошевой. С 1961 — заместитель главного редактора. В 1970 стал главным редактором журнала и занимал эту должность до января 2012 года.
С 1968 по 2015 годы — секретарь Союза композиторов РСФСР и России по вопросам музыкознания и критики.
Был награжден званием заслуженного деятеля искусств РСФСР, Орденом Дружбы, премией им. Д. Д. Шостаковича Союза композиторов России.

## Некоторые публикации
Источники:.
Книги и брошюры
- «Медный всадник» Р. Глиэра. — М., Л.: Музгиз, 1951. — 52 с. — (Путеводители по советской музыке).
- Скрипичный концерт Дварионаса. — М., Л.: Музгиз, 1952. — 24 с. — (В помощь слушателю музыки).
- Советская массовая песня (лекция). — М.: Музфонд СССР, 1956. — 36 с.
- Опера «Иоланта» П. И. Чайковского : пояснение. — М.: Музгиз, 1957. — 31 с. — (В помощь слушателю музыки).
- М. Раухвергер и его балет "Чолпон". — М.: Советский композитор, 1958. — 23 с.
- Виктор Белый. — М.: Советский композитор, 1962. — 63 с.
- Кирилл Молчанов. — М.: Советский композитор, 1971. — 224 с.
- Музыкально-критические статьи. — М.: Советский композитор, 1974. — 261 с.

Статьи
- Продолжая спор о симфониях молодых // Советская музыка. — 1959. — № 7 (248). — С. 49—57.
- О пятнадцатой симфонии Д. Шостаковича // Советская музыка. — 1972. — № 9 (406). — С. 8—22.